# Showing Up
Showing Up é um filme americano de drama de 2022 de Kelly Reichardt, em sua quarta colaboração com a atriz Michelle Williams. O filme competiu pelo Palma de Ouro no Festival de Cannes de 2022, onde estreou em 27 de maio de 2022.

## Premissa
Um artista à beira de uma exposição de mudança de carreira encontra inspiração no caos da vida.

## Elenco
- Michelle Williams como Lizzie Carr
- Hong Chau como Jo Tran
- Judd Hirsch
- Maryann Plunkett
- John Magaro como Sean Carr
- André Benjamin como Eric[3]
- Heather Lawless
- Amanda Plummer
- Larry Fessenden
- James Le Gros

## Produção
Em 26 de janeiro de 2021, foi anunciado que Michelle Williams estrelaria Showing Up, em sua quarta colaboração com a roteirista-diretora Kelly Reichardt depois de Wendy and Lucy, Meek's Cutoff, and Certain Women. Em junho de 2021, Hong Chau, Judd Hirsch, Maryann Plunkett, John Magaro, André Benjamin, Heather Lawless, Amanda Plummer, Larry Fessenden e James Le Gros se juntaram ao elenco. As filmagens começaram em 7 de junho de 2021 e terminaram e 15 de julho de 2021 em Portland, Oregon.